# Gospođica Potter
Gospođica Potter (eng. Miss Potter) je biografski film o engleskoj spisateljici za djecu Beatrix Potter s Renee Zellweger i Ewanom McGregorom.

## Radnja
Radnja govori o Beatrix Potter, engleskoj spisateljici za djecu i njenoj ljubavnoj vezi s Normanom Warnom. Beatrix je odlučila ne ulaziti u brak misleći da se nikad neće zaljubiti. To joj ne uspijeva. Zaljubljuje se u svog izdavača, Normana Warna, što se ne sviđa njenoj obitelji. On izdaje još 3 njene slikovnice. Za vrijeme njenog ljetovanja, on umire od posljedica kašlja (prava istina je da je umro od leukemije). Ona kupuje jedno imanje u Engleskoj gdje nastavlja stvarati do kraja života.

## Kritike
Mišljenja kritike su podjeljenja. Claudia Puig iz "USA Today" nazvala ga je dragim filmom za praznično doba koji podsjeća na San za životom J.M.Barrieja, ali bez mračnog konteksta. Kritičarka iz Empire opisala ga je kao vrlo sladak i vrlo lijep, baš za curice koje idu na kino-matineju s mamom i bakom.

## Nagrade
S obzirom na to da je plasiran u neugodno vrijeme (nakon dodjele Oscara), osvojio je tek nagradu u Heartlandu, ali je bio nominiran za Zlatni globus i Saturn.

## Vanjske poveznice
- Službena stranica  Arhivirana inačica izvorne stranice od 15. rujna 2008. (Wayback Machine)
- Gospođica Potter u internetskoj bazi filmova IMDb-a